# Енхор (Селенгинский район)
Енхо́р (бур. Ёнхор — «впадина, выемка») — улус в Селенгинском районе Бурятии. Входит в сельское поселение «Убур-Дзокойское».

## География
Улус расположен в 53 км к югу от районного центра, города Гусиноозёрска (в 41 км по зимнику реки Селенги), и в 24 км севернее центра сельского поселения, улуса Нур-Тухум, на правом берегу Селенги (на южном краю поймы реки), в 2 км от основного русла. С юга улус полукольцом окружают обрывистые северные отроги Боргойского хребта.

## Население
| 2002 | 2010 |
| ---- | ---- |
| 164  | ↗195 |

## Инфраструктура
Начальная общеобразовательная школа, сельский клуб, библиотека, фельдшерский пункт.